# Дину-Хуцупан, Луминица
Луминица Дину-Хуцупан (рум. Luminița Dinu-Huțupan, родилась 6 ноября 1971 года) — румынская гандболистка, игравшая на позиции вратаря. Действующий тренер вратарей национального олимпийского центра в Рымнику-Вылча.

## Биография
Начала играть в гандбол в 1985 году. В сборной Румынии дебютировала в 1996 году в матче против Македонии. С 1998 по 2009 годы провела 201 игру и забила 9 голов. Выступала в клубах «Фибрекснейлон» и «Ольтхим», в составе словенского клуба «Крим» выиграла в 2001 и 2003 годах Лигу чемпионов ЕГФ, также выиграла ещё один титул победителя ЛЧ в составе «Кометал Гёрче Петров» (Македония). В 2004 и 2007 годах в составе «Крима» и «Ольтхима» выигрывала соответственно Суперкубок ЕГФ. В составе сборной Румынии играла на Олимпиаде 2000 года в Сиднее, а в 2005 году стала серебряным призёром чемпионата мира. В 2009 году завершила карьеру игрока, но 15 января 2012 года на полгода вернулась в «Ольтхим», чтобы встать в ворота в связи с травмами игроков; дебютным после перерыва стал матч против «Байя-Маре». 4 февраля провела первый после возвращения матч в Лиге чемпионов ЕГФ против «Крима»; после 4 месяцев выступлений окончательно завершила игровую карьеру. Замужем. Владеет румынским и словенским языками. Любит читать книги (Жюль Верн) и слушать музыку. Любимый игрок — Аня Андерсен.

## Достижения

### Клубные
- 5-кратная чемпионка Румынии
- 6-кратная чемпионка Словении
- 4-кратная чемпионка Румынии
- 6-кратная чемпионка Словении
- Победительница Лиги чемпионов ЕГФ: 2000/2001, 2001/2002, 2002/2003
- Победительница Суперкубка ЕГФ: 2004, 2007
- Победительница Суперкубка Румынии: 2007
- Победительница Кубка обладателей кубков: 2006/2007
- Победительница Кубка чемпионов ЕГФ: 2007

### В сборной
- Вице-чемпионка мира 2005 года

### Персональные
- Лучший вратарь чемпионата Европы 2000
- Лучший вратарь чемпионата мира 2005
- Лучшая женщина-вратарь в гандболе по версии фанатов IHF: в январе 2011 года набрала более 7 тысяч голосов (93,77%)[6]
- Почётный гражданин жудеца Нямца (2009)[7]
- Почётный гражданин Рымнику-Вылча (ноябрь 2010)[8][9]